# Conversazioni atomiche
Conversazioni atomiche è un film documentario del 2018 diretto da Felice Farina.
Attraverso interviste e ricognizioni il film esplora il mondo della fisica italiana, creando un nuovo genere il road movie scientifico.

## Trama
In una sorta di ricerca sull'ignoto le indagini partono dall'Istituto nazionale di fisica nucleare di Frascati per approdare all'Osservatorio Astronomico d'Abruzzo sul Gran Sasso.

## Riconoscimenti
- 2019 - Nastro d'argento
  - Menzione speciale